# Greytown (Neuseeland)

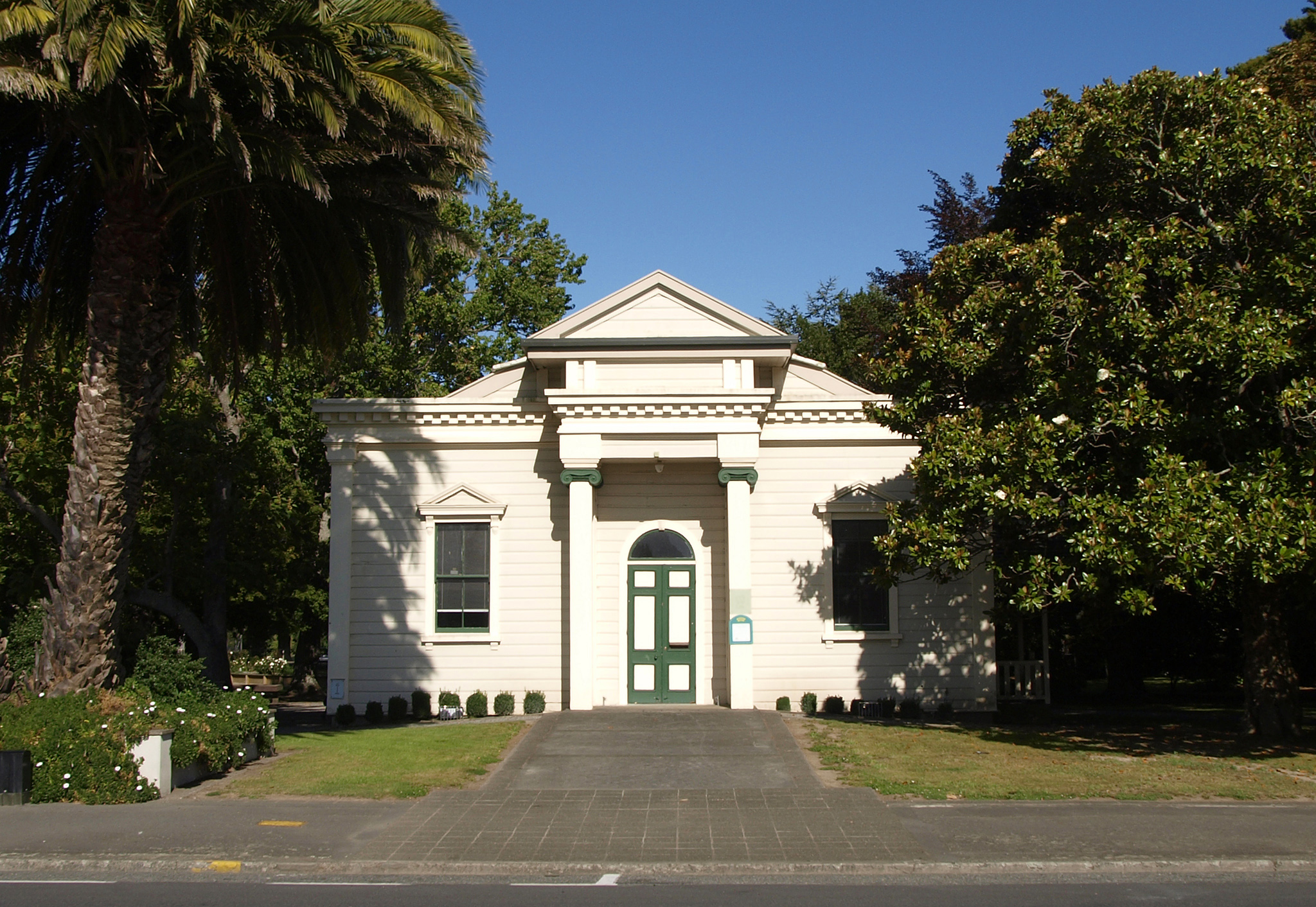
Public Library ursprünglich 1890 als Mansonic Hall erbaut

Greytown ist ein Ort im South Wairarapa District der Region Wellington auf der Nordinsel von Neuseeland. Der Ort reklamiert für sich, die erste im Inland geplante Stadt Neuseelands zu sein.

## Namensherkunft
Der Ort wurde nach Sir George Edward Grey benannt, dem 4. Gouverneur Neuseelands und von 1877 bis 1879 Premierminister des Landes.

## Geografie
Greytown liegt direkt zwischen den beiden Städten Carterton und Featherton, die 8 km nordöstlich und 12 km südwestlich entfernt liegen. Nördlich des Ortszentrums fließt der Waiohine River, der dem Ort zuweilen Überschwemmungen bereiten kann. Westlich des Ortes liegen die Tararua Range und südöstliches der Ruamahanga River, in dessen Ebene sich der Ort befindet.

## Geschichte
Greytown war die erste geplante Siedlung der Wellington Provinzial Regierung, die unter dem Small Farms Association's Settlement Scheme Siedler mittels preiswertem Farmland im Inland ansiedeln wollten. Die Ansiedlungen von Greytown und auch Masterton sind im Prinzip Ausdruck des Traums der einfachen Siedler gewesen, dass Familien aus der Arbeiterklasse eigenes Land besitzen könnten. Die Small Farms Association war unter diesem Gesichtspunkt in Anlehnung an dem Siedlungskonzept der New Zealand Company entwickelt worden. Die Association überredete die Regierung zwei Blöcke Land für dieses Ansiedlungskonzept zur Verfügung zu stellen. Der erste Block lag am Waipoua River und der Zweite in der Gegend, die damals von den Māori Kuratawhiti genannt wurde und heute sich Greytown nennt.
Sechs Siedler waren die ersten, die von Wellington aufbrachen und am 27. März 1854 den Ort erreichten. Sie begannen mit dem Aufbau der Stadt, die nach dem Gouverneur Sir George Edward Grey benannt wurde, weitere folgten kurze Zeit später. Einer der Sechs war, Thomas Kempton, der 30 Jahre später seine Erinnerungen an die Gründungszeit aufschreiben sollte und heute ein wichtiges Zeitzeugendokument darstellt.
Für die Stadtgründung standen rund 340 Acres (1 Acre ≈ 4047 m²) Land zur Verfügung, jeweils 1 Acre Land in der Stadt für je eine Siedlerfamilie, 40 Acres Land als Vorstadt und bis zu 100 Acres Farmland außerhalb. Der Preis für 1 Acre in der Stadt betrug 1 £, 10 Shilling sollte die gleiche Fläche Farmland kosten.
Die Gründungsjahre der Siedlung waren hart. Doch nicht das Erdbeben in der Wairarapa im Jahr 1855 machten den Siedlern zu schaffen. Die häufigen Überschwemmungen, die den Ort heimsuchten, zeigten, dass die Standortwahl so nahe an dem Fluss nicht günstig war. Dazu kam, dass die Transportkosten von Gütern in das 80 km entfernte Wellington sehr hoch waren und die Siedler wirtschaftlich benachteiligten.
Um die Überflutungen in den Griff zu bekommen, wurden Einwanderer, die unter dem Immigrationsprogramm von Julius Vogel nach Neuseeland kamen, zu einem Kanalbau eingesetzt, der die Fluten des Waiohine Rivers umleiten sollten. Der Kanal wurde nie fertig, aber der Fluss fand auch so einen neuen Lauf. 1872 bemängelten die Ingenieure des Eisenbahnbaus das Überflutungsrisiko. So führte die 1880 eingeweihte Eisenbahnstrecke schließlich 5 km westlich an dem Zentrum der Stadt vorbei.
1867 bekam Greytown einen Road Board, der Verantwortung für den Straßenbau hatte. 1874 folgte die Bildung eines Town Board und 1878 wurde der Ort zur Borough ernannt. Noch 1874 war die Stadt stolz mit 479 Einwohnern die größte Stadt im Inland von Neuseeland zu sein. Doch die Isolation und Abgelegenheit bremste das Wachstum. Bei der Volkszählung 1896 hatte Greytown schon 1127 Einwohner, doch mehr als 50 Jahre später, 1951 wurden mit 1258 Einwohnern nur wenig mehr gezählt und 1961 lag die Zahl der Einwohner noch einmal 300 darüber.
Bedeutung erlangte Greytown noch einmal durch den Ersten Weltkrieg. Da in einem der größten Truppenausbildungscamps der neuseeländischen Armee, im Trentham Camp in Upper Hutt, was nicht weit entfernt lag, die Masern ausgebrochen waren, verlegte man Einheiten für den Zeitraum von September 1916 bis November 1918 nach Greytown. Von den patriotisch in den Krieg ziehenden jungen Männern der Stadt, die nach der Kriegserklärung Englands gegen Deutschland, dem britischen Heimatland begeistert Beistand leisten wollten, kamen 117 nicht mehr zurück. Die Antipathie nach Ende des Krieges gegen alles, was deutsch war oder deutsch klang, war in Greytown so groß, dass man alle Namen, die irgendwie deutsch klangen, änderte, so auch Straßennamen. Das führte sogar dazu, dass man die Vogel Street, die zu Ehren des neuseeländischen Premierministers Julius Vogel so genannt wurde, kurzerhand in McMaster Street umbenannte.
Auch Greytown wurde von dem Wairarapa-Erdbeben von 1942 erheblich getroffen. Die wenigen aus Ziegelsteinen gemauerten Häuser oder Fassaden bekamen ernsthafte Schäden. Doch die aus Holz gebauten Häuser hielten mehrheitlich Stand.

## Bevölkerung
Zum Zensus des Jahres 2013 zählte der Ort 2199 Einwohner, 6,5 % mehr als zur Volkszählung im Jahr 2006.

## Wirtschaft
Von Beginn an war die Gegend in und um Greytown von Farmwirtschaft geprägt, die Agrarprodukte, Milchprodukte und Fleisch produzierte. Ab 1899 kam durch die erste Obstplantage der Obstanbau dazu. Bis heute hat sich an dieser Situation nichts geändert.

## Infrastruktur

### Straßenverkehr
Durch Greytown führt der New Zealand State Highway 2, der den Ort in zwei Hälften teilt. Er verbindet Greytown mit dem Ballungszentrum um Wellington im Südwesten und mit der Ostküste um Hastings und Napier.

### Schienenverkehr
Beim Bau der Bahnstrecke Wellington–Woodville wurde beschlossen, Greytown zu umgehen und die Strecke stattdessen über Woodside zu führen, da die Querung des Waiohine River weiter flussaufwärts technisch einfacher war. Greytown erhielt eine vom Bahnhof Woodside abgehende Stichstrecke. Mit dieser Zweigstrecke war Greytown 1880 kurzzeitig für einige Wochen Endbahnhof der Strecke, bevor Flussquerung und die Fortsetzung bis Masterton in Betrieb ging. Dieser Abzweig von Woodside nach Greytown wurde 1953 stillgelegt. Greytown ist seit dem mit einem Busverkehr an den Bahnhof von Woodville angebunden.

## Persönlichkeiten
- Maata Mahupuku (1890–1952), Māori-Frau mit Mana von dem Stamm der Ngāti Kahungunu in Neuseeland